# Attila Gaál
Attila Gaál (* 9. Juni 1944 in Nyíregyháza, Ungarn; † vor oder am 8. Dezember 2021) war ein ungarischer Archäologe und Museumsdirektor.

## Leben
Gaál besuchte von 1950 bis 1959 in Szekszárd die Knabenschule am Garay-Platz und anschließend bis 1963 das János-Garay-Gymnasium. Von 1965 bis 1968 absolvierte er an der Pädagogischen Hochschule Pécs ein Lehramtsstudium für Geschichte und Sport und orientierte sich anschließend beruflich um. Zwischen 1969 und 1972 studierte Gaál Geschichte an der Eötvös-Loránd-Universität in Budapest. Von 1969 bis 1974 war er als Assistenz-Museologe am Ádám-Béri-Balogh-Komitatsmuseum (seit 1989: Mór-Wosinsky-Komitatsmuseum) in Tolna tätig. Im Jahr 1972 schloss er sein Studium mit einer Diplomarbeit über die 70-jährige Entwicklung des 1902 gegründeten Komitatsmuseums ab. Zwischen 1974 und 1981 war Gaál Kurator der Archäologischen Sammlung am Komitatsmuseum und 1980 legte er seine Dissertation an der Universität der Wissenschaften Szeged vor. Im Jahr 1981 wurde er stellvertretender Direktor am Komitatsmuseum und übernahm ab 1993 als Komitatsarchäologe den Posten des Museumsdirektors, den er bis zu seiner Pensionierung im April 2011 innehatte.
Gaál machte 1987 seinen Tauchschein und war ab 1993 Mitglied bei Octopus, einer Gesellschaft für Unterwasserarchäologie. Die Unterwasserarchäologie gehörte zu seinen Spezialgebieten.
Der Archäologe war 1993 Gründungsmitglied der Sektion für Unterwasserarchäologie in der Ungarischen Gesellschaft für Archäologie und Kunstgeschichte (Magyar Régészeti és Művészettörténeti Társaság).

## Ausgrabungen
- 1975–1986: Forschung an der türkischen Plankenburg Szekszárd-Palánk (Jeni Palanka)
- 1986–1994: Unterwasserforschung am römischen Burgus Bölcske
- 1996–1998: Leitung der Unterwasserforschung am 1806 versunkenen holländischen Kriegsschiff Bato bei Kapstadt, Südafrika[3]
- 2005: Forschung am Friedhof des 18. Jahrhunderts in Tolna-Selyemgyár

## Auszeichnungen
- Sozialistischer Kulturpreis, 1978
- Sozialistischer Kulturpreis, 1987
- Goldenes Verdienstkreuz des Verdienstordens der Republik Ungarn, 2004

## Schriften (Auswahl)
- Kerámia leletek a Szekszárd-palánki török palánkvár (Jeni-Palanka) területéről és feltárásából (Freigelegte Keramikfunde vom Gebiet der türkischen Plankenburg Szekszárd-Palánk (Jeni-Palanka)). In: A Wosinsky Mór Múzeum Évkönyve 32 (2010), S. 401–452.
- Die Forschungsgeschichte der Schiffslände von Bölcske. In: Ádám Szabó, Endre Tóth (Hrsg.): Bölcske. Römische Inschriften und Funde. Budapest 2003, S. 11–32. (= Libelli Archaeologici Ser. Nov. 2.)
- IV–V. századi kerámiaedények a Duna-meder bölcskei (Tolna m.) szakaszáról (Keramikgefäße aus dem IV–V. Jahrhundert aus dem Flußbett der Donau bei Bölcske (Komitat Tolna)).  In: A Wosinsky Mór Múzeum Évkönyve 20 (1998), S. 19–48.
- Római vaseszközök és rézedények a Duna medréből Dunaföldvár-Alsórévről (Römische Eisenwerkzeuge und kupferne Gefässe aus dem Bett der Donau). In: A Wosinsky Mór Múzeum Évkönyve 19 (1996), S. 191–218.
- Császárkori vasdepot Dombóvár határából (Kaiserzeitliches Eisendepot aus der Gemarkung von Dombóvár). In: Communicationes Archaeologicae Hungáriáé 1982, S. 73–91.
- mit András Mócsy: Római sírkő Bátaszékről (Römischer Grabstein aus Bátaszék). In: A Béri Balogh Ádám Múzeum Évkônyve 10/11 (1982), S. 407–411.
- Későközépkori leletek Tolna megyéből I. (Spätmittelalterleiche Funde aus dem Komitat Tolna). In: A Béri Balogh Ádám Múzeum Évkônyve 8/9 (1977–1978), S. 109–131.
- Későrómai sírok Mözs-Kakasdombon (Spätrömische Gräber auf dem Mözs-Kakasdomb). In: A Béri Balogh Ádám Múzeum Évkônyve 8/9 (1977–1978), S. 23–85.